# Bewar
Bewar (Hindi:बेवर, Urdu:بیور) är en stad i distriktet Mainpuri  i den indiska delstaten Uttar Pradesh. Orten är ansluten till de två nationella motorvägarna NH 91 och NH 92.

## Geografi
Bewar är beläget 280 km från Delhi., med en genomsnittlig höjd på 152 meter över havet. I stadens omgivningar flyter den nedre gangeska nålen och floden Kali.